# West Baton Rouge Parish
West Baton Rouge Parish is een parish in de Amerikaanse staat Louisiana.
De parish heeft een landoppervlakte van 495 km² en telt 21.601 inwoners (volkstelling 2000). De hoofdplaats is Port Allen. Ze grenst in het westen aan Pointe Coupee Parish, in het noorden aan West Feliciana Parish, in het oosten aan East Baton Rouge Parish en in het zuiden aan Iberville Parish. Het is een van de 22 parishes die samen Acadiana of Cajun Country vormen.